# 图瓦西拉贝谢尔
图瓦西拉贝谢尔（法語：Thoisy-la-Berchère，法語發音：[twazi la bɛʁʃɛʁ]）是法国科多尔省的一个市镇，属于蒙巴尔区。

## 地理
图瓦西拉贝谢尔（47°15'42"N, 4°20'47"E）面积34.74 平方千米，位于法国勃艮第-弗朗什-孔泰大區科多尔省，该省份为法国中东部省份，北起奥布省，西接涅夫勒省和约讷省，南至索恩-卢瓦尔省，东南接汝拉省，东临上索恩省，东北部与上马恩省接壤。
与图瓦西拉贝谢尔接壤的市镇（或旧市镇、城区）包括：拉莫特泰尔南、列奈、叙塞、马西伊-奥尼、米瑟里、蒙圣让、索略、维拉尔瓜。

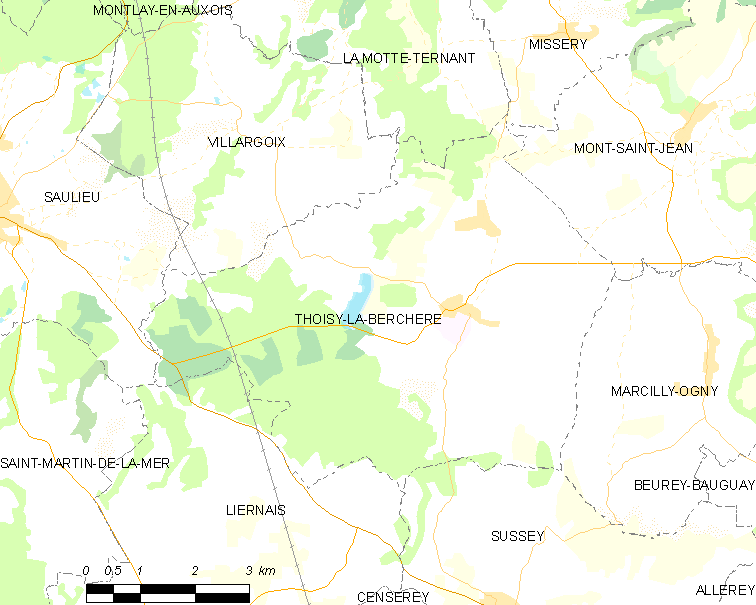
图瓦西拉贝谢尔的OSM定位图

图瓦西拉贝谢尔的时区为UTC+01:00、UTC+02:00（夏令时）。

## 行政
图瓦西拉贝谢尔的邮政编码为21210，INSEE市镇编码为21629。

## 政治
图瓦西拉贝谢尔所属的省级选区为欧苏瓦地区瑟米尔县。

## 人口

1962-2008年间图瓦西拉贝谢尔人口变化图示

图瓦西拉贝谢尔于2022年1月1日时的人口数量为305人。